# أورفاشي راوتيلا
أورفاشي راوتيلا (بالإنجليزية: Urvashi Rautela)‏ (مواليد 25 فبراير 1994) هي ممثلة وعارضة أفلام هندية تظهر في أفلام بوليوود. توجت راوتيلا ملكة جمال Diva Universe 2015  ومثلت الهند في مسابقة ملكة جمال الكون 2015.
ظهرت لأول مرة في بوليوود مع سينغ صعب العظيم (2013) وظهرت في أفلام مثل Sanam Re (2016) و Great Grand Masti (2016) و Hate Story 4 (2018) و Pagalpanti (2019).

## وصلات خارجية
- أورفاشي راوتيلا على موقع IMDb (الإنجليزية)
- أورفاشي راوتيلا على موقع قاعدة بيانات الفيلم (الإنجليزية)